# Luigi Anderlini
Luigi Silvestro Anderlini (Posta, 22 settembre 1921 – Roma, 26 marzo 2001) è stato un politico italiano.

## Carriera
Già insegnante, fu deputato del Partito Socialista Italiano dal 1º luglio 1963 al 17 novembre 1966, e fu sottosegretario al Tesoro nel I governo Moro, dall'8 dicembre 1963 al 22 luglio 1964. Contrario all'unificazione socialista, nel novembre 1966 aderì al Movimento dei Socialisti Autonomi, passando quindi al Gruppo misto della Camera. Fu uno dei fondatori della Sinistra indipendente, gruppo parlamentare che, pur essendo autonomo, si presentava come contiguo all'allora PCI. Venne in seguito eletto al Senato sempre come Indipendente di Sinistra. Fu tra i fondatori dell'Istituto di Ricerche Internazionali Archivio Disarmo e della Lega Obiettori di Coscienza (LOC), nonché della rivista L'Astrolabio. A lui si deve la legge italiana sull'obiezione di coscienza, che, in un ordinamento che prevedeva l'obbligatorietà della leva militare, permetteva alle persone nonviolente di essere utili al proprio paese offrendo un servizio civile. È deceduto a Roma all'età di 80 anni.

### Lo scandalo SIFAR
Il settimanale L'Espresso, nel numero del 10 maggio 1967,  sostenne che nel 1964 il presidente della Repubblica Antonio Segni e il capo del SIFAR, generale De Lorenzo, avevano tentato un colpo di Stato. Nel numero successivo, L'Espresso riportò le testimonianze di Anderlini, del senatore Ferruccio Parri e del socialista Pasquale Schiano. Il Generale querelò per diffamazione il direttore de L'Espresso", Eugenio Scalfari, e l'autore degli articoli, Lino Jannuzzi; nel dicembre 1967 Anderlini e Parri testimoniarono al processo, ma il successivo 29 gennaio 1969 Anderlini riferirà alla Camera dell'esistenza di numerose censure nel testo del rapporto del generale Giorgio Manes, vicecomandante dei carabinieri consegnato al Tribunale di Roma per il processo.

### Attività letteraria
Nel 1992, Anderlini firmò la prefazione ad una raccolta di versi, In chiave erotica (Newton Compton, Roma). L'anonimo autore dei versi si firmava con lo pseudonimo di Anonimo Palatino, ma molti ritennero che dietro la firma si nascondesse lo stesso Anderlini, noto gaudente e amante del gentil sesso.. Il testo fu ripubblicato nel 1999 dall'Editore Borelli con il titolo Il chiodo e con il sottotitolo "Amor non ama la monotonia: questa del libro è la filosofia".
Anderlini pubblicò pure un libro di memorie, Caro Luca (Newton Compton, Roma, 1994), che si aggiudicò il Premio Castoglioncello. Questo libro di memorie traccia la vita di una persona integra e dedita al bene del proprio paese, alla pace e alla vita. Il suo carattere letterario è denotato dalle molteplici voci narranti che si alternano fra i capitoli e che offrono un'ampia gamma di prospettive. Il libro traccia momenti significativi di una vita, con gli inizi nella cultura dell'agricoltura di sussistenza dell'Appennino centrale, con la guerra e i primi amori, poi la formazione di una famiglia e l'educazione montessoriana dei figli e figlie. La narrazione continua con la carriera politica e le scelte a volte scomode ma fatte in coscienza, con la perdita della principale compagna di vita e madre dei figli e la vita più libera che ne seguì. Si conclude con la continuità dell'impegno politico rivolto alla pace, e il perdurare dell'amore per la scrittura e la poesia. Anche questo libro fece discutere per il contenuto erotico, tanto che lo stesso Anderlini dovette precisare: "Ciascuna delle informazioni apparse sulla stampa è formalmente corretta ma l'immagine del mio libro ne esce totalmente stravolta. Caro Luca non è il libro di un erotomane."